# اوگونا چوکودی
اوگونا چوکودی (انگلیسی: Ogonna Chukwudi؛ زادهٔ ۱۴ سپتامبر ۱۹۸۸) بازیکن فوتبال اهل نیجریه است.
از باشگاه‌هایی که در آن بازی کرده‌است می‌توان به باشگاه فوتبال کیف اوربرو دی‌اف‌اف و اومئا آی‌کی اشاره کرد.
وی همچنین در تیم ملی فوتبال زنان نیجریه بازی کرده‌است.